# Johann Christoph Vogel
Johann Christoph Vogel (ook: Fogel en Jean Christoph en Giovanni Christoforo) (Neurenberg, gedoopt op 18 maart 1756 – Parijs, 28 juni 1788) was een Duits componist, violist en hoornist.

## Levensloop
Vogels vader was een bekend luiten- en vioolbouwer in Neurenberg en zo kwam Johann Christoph al vroeg met muziek in contact. Zijn eerste les kreeg hij van de viool-virtuoos en latere kapelmeester Georg Wilhelm Gruber. Op 17-jarige leeftijd ging hij naar Regensburg, waar hij lid werd van de hofkapel van de vorst Thurn und Taxis en tegelijkertijd leerling van Joseph Riegel, een muziektheoreticus. Vogel leerde bij hem naast de werken van Carl Heinrich Graun en Johann Adolf Hasse ook meer perfectie op de viool en de hoorn.

## Werken in Parijs
Op 20-jarige leeftijd vertrok hij naar Parijs en kreeg een baan als tweede hoornist in het orkest van het hof van de hertog van Montmorency. Later wisselde hij als kamer-musicus in het orkest van de hertog van Valentinois. In deze periode publiceerde hij ook zijn eerste composities. Samen met de hoornist Johann Wenzel Stich, die onder het pseudoniem "Giovanni Punto" bekend was, schreef hij zes kwartetten voor viool, hoorn, fagot en cello. Omdat hij ook met de klarinettist Michèl Yost bevriend was, schreef hij ook 30 kwartetten voor klarinet en strijkers en ook een concert voor klarinet. Samen met Carolus Emanuel Fodor schreef hij sonates en bewerkingen voor piano.
In de tijd als hij in Regenburg was, schreef hij zijn concert voor fagot en dit werd eveneens in Parijs gepubliceerd, alsook de Concertante symfonieën, voor twee hoorns, twee fluiten en voor fagot met hobo en klarinet. Maar de grote doorbraak als componist kwam pas in 1786 toen zijn opera La toison d'or met groot succes in première ging. Ook Christoph Willibald Gluck en Antonio Salieri spaarden geen lof over hem.
Het succes van zijn tweede opera Démophon heeft Vogel niet meer beleefd, omdat hij op 28 juni 1788 plotseling overleed.

## Composities

### Werken voor orkest
- Concert nr. 7 in Bes groot, voor klarinet en orkest (samen met: Michèl Yost)
- Concert nr. 8 in Es groot, voor klarinet en orkest (samen met: Michèl Yost)
- Concert nr. 9 in Bes groot, voor klarinet en orkest (samen met: Michèl Yost)
- Concert nr. 11 in Bes groot, voor klarinet en orkest (samen met: Michèl Yost)
- 1e Concertante in E groot, voor 2 hobo's, 2 hoorns en strijkers
- 2e Concertante in E groot, voor 2 fluiten, 2 hobo's, 2 hoorns en strijkers
- Concertante symfonie C groot, voor hobo, fagot en orkest
- Première symphonie concertante Bes majeur

### Werken voor harmonieorkest
- 1788 Ouverture tot de opera "Démophon" in f mineur, op. 49

### Muziektheater

#### Opera's
| Voltooid in | titel | aktes   | première                                                                                | libretto          |
| ----------- | --- | ------- | --------------------------------------------------------------------------------------- | ----------------- |
| 1786        | La toison d'or (Het gouden vlies); (2e versie als: Médée de Cochos) - opgedragen aan Christoph Willibald Gluck | 3 aktes | 5 september 1786, Parijs, Opéra Garnier; 2e versie: 17 juni 1788, Parijs, Opéra Garnier | Philippe Desriaux |
| 1788        | Démophon | 3 aktes | 22 september 1789, Paris, Opéra Garnier                                                 | Philippe Desriaux |

### Kamermuziek
- Kwartet, voor fagot, viool, altviool en cello, op. 1 nr. 1
- Kwartet Bes majeur, voor fagot, viool, altviool en cello, op. 1 nr. 2
- Kwartet C majeur, voor fagot, viool, altviool en cello, op. 1 nr. 3
- Kwartet Bes majeur, voor klarinet, viool, altviool en cello
  1. Allegro non molto
  2. Thema con variazioni
  3. Adagio
  4. Rondo: Allegro
- Kwartet in F majeur, voor fagot, viool, altviool en cello, op. 5 nr. 1
- Octet G-majeur